# Глодосы
Глодо́сы (укр. Глодоси) — село, центр Глодосской сельской общины Новоукраинского района Кировоградской области Украины.
Почтовый индекс — 27110. Телефонный код — 5251. Код КОАТУУ — 3524080601.

## История
В конце XIX — начале XX века село Глодосы представляло собой бывшее военное поселение Глодассы, Елизаветградского уезда, Херсонской губернии, при реке Сухой Ташлык. В 1861 году в нём проживало 8696 человек. Функционировали 2 церкви, школа, 51 ветряная мельница ветряных, 4 кузницы, 9 лавок, шинков — 4. Еженедельно проводились ярмарки.
В 1961 году вблизи села был найден клад, датируемый концом VII или началом VIII века.

## Население
Население по переписи 2001 года составляло 2722 человека.

### Известные уроженцы
- Анастасьев, Григорий Терентьевич (1902—1974) — советский спортсмен и тренер по конному спорту.
- Терень Масенко (1903—1970) — украинский советский поэт.
- Евге́ний Степа́нович Губе́нко — (1911—1959) — специалист в области создания телеметрической аппаратуры для ракетной и ракетно-космической техники.
- Филипенко Виктор Константинович (1926-2009) - советский писатель.